# Silvio Moser
Silvio Moser (Zürich, 1941. április 24. – Locarno, 1974. május 26.) svájci autóversenyző, volt Formula–1-es pilóta. 12 világbajnoki futamon indult, és összesen 3 pontot szerzett. Legjobb eredménye az összetettben egy 16. hely volt, amelyet 1969-ben ért el.

## Pályafutása
Húszévesen lépett az autósport világába, kezdetben hegyi versenyeken indulva. 1964-ben együléses autókkal folytatta, Formula Junior kategóriában, ahol a Temporada sorozat bajnoka lett. Ezután egy általa megvásárolt Brabham autóval a Formula–2-ben versenyzett tovább, majd az 1967-es Brit Nagydíjon, Silverstone-ban a Formula–1 világbajnokságban is bemutatkozott. Autója, egy két évvel korábbi, a Charles Vögele Racing színeiben indított Cooper T77-es volt, amely nem csak versenyképtelennek, hanem megbízhatatlannak is bizonyult. A 20. körben műszaki hiba miatt Silvio feladta a viadalt, az olajnyomással voltak problémái. 1968-ban szintén a Vögele csapattal két világbajnoki futamon vehetett részt, de ekkor már Brabham autóval. Az elsőn, a Zandvoortban rendezett Holland Nagydíjon ötödikként ért célba, megszerezve Formula–1-es pályafutása legjobb eredményét. 1969-re önállósította magát, és egy két évvel korábbi, BT24-es Brabhamet vásárolt, amellyel hét versenyen indult el. Az Egyesült Államok Nagydíján Watkins Glenben ért célba pontszerző helyen, ahol hatodik lett 10 kör hátrányban a győztes Jochen Rindthez viszonyítva.
1970-re az olasz Guglielmo Bellasi által gyártott autóval próbálkozott, ám mindössze egyetlen alkalommal, az Osztrák Nagydíjra sikerült kvalifikálnia magát. Többször még a kvalifikációig sem jutottak, hol azért mert nem volt kész az autó, hol anyagi okokból. A következő évben immár a Jolly Club Switzerland színeiben újra megpróbálkozott a Bellasi autóval, de csak az Olasz Nagydíjra nevezett be, ahol a 22. helyről indulva a kerékfelfüggesztés hibája miatt már az ötödik körben ki kellett állnia. Ez volt élete utolsó világbajnoki futama.
Ezek után visszatért a Formula–2-esek közé, várva a visszatérés lehetőségét. Amely felcsillanni látszott előtte 1974 elején, ugyanis egy Brabhammel benevezett a Spanyol és a Belga Nagydíjakra is, azonban elindulni már nem tudott rajtuk, egy nappal 33. születésnapja után, április 25-én a Monzában rendezett 1000 kilométeres sportautó-versenyen balesetet szenvedett. Súlyos fej- és belső sérülésekkel szállították kórházba, és anélkül, hogy visszanyerte volna az eszméletét, egy hónappal később, május 26-án elhunyt.

## Eredményei

### Teljes Formula–1-es eredménysorozata
(Táblázat értelmezése)

(Félkövér: pole-pozícióból indult; dőlt: leggyorsabb kört futott) 

| Év   | Csapat                   | 1   | 2   | 3       | 4      | 5       | 6       | 7      | 8       | 9       | 10      | 11     | 12  | 13  | Helyezés | Pont |
| ---- | ------------------------ | --- | --- | ------- | ------ | ------- | ------- | ------ | ------- | ------- | ------- | ------ | --- | --- | -------- | ---- |
| 1966 | Silvio Moser             | MON | BEL | FRA     | GBR    | NED     | GER DNS | ITA    | USA     | MEX     |         |        |     |     | NC       | 0    |
| 1967 | Charles Vögele           | RSA | MON | NED     | BEL    | FRA     | GBR ki  | GER    | CAN     | ITA     | USA     | MEX    |     |     | NC       | 0    |
| 1968 | Charles Vögele           | RSA | ESP | MON DNQ | BEL    | NED 5   | FRA     | GBR NC | GER DNS | ITA DNQ | CAN     | USA    | MEX |     | 23.      | 2    |
| 1969 | Silvio Moser Racing Team | RSA | ESP | MON ki  | NED ki | FRA 7   | GBR     | GER    | ITA ki  | CAN ki  | USA 6   | MEX 11 |     |     | 16.      | 1    |
| 1970 | Silvio Moser Racing Team | RSA | ESP | MON     | BEL    | NED DNQ | FRA DNQ | GBR    | GER DNQ | AUT ki  | ITA DNQ | CAN    | USA | MEX | NC       | 0    |
| 1971 | Jolly Club Switzerland   | RSA | ESP | MON     | NED    | FRA     | GBR     | GER    | AUT     | ITA ki  | CAN     | USA    |     |     | NC       | 0    |

### Sebringi 12 órás autóverseny
| Év   | Csapat               | Autó          | Csapattárs   | Helyezés |
| ---- | -------------------- | ------------- | ------------ | -------- |
| 1965 | Bizzarini Automobili | Iso Grifo A3C | Mario Casoni | Kiesett  |